# Stenodyneroides caudalis
Stenodyneroides caudalis är en stekelart som först beskrevs av Giordani Soika 1934.  Stenodyneroides caudalis ingår i släktet Stenodyneroides och familjen Eumenidae. Inga underarter finns listade i Catalogue of Life.